# هوشنگ فلاحتیان
هوشنگ فلاحتیان (زاده ۱۳۳۶ اصفهان) سیاستمدار و مدیر اجرایی ایرانی است، که هم‌اکنون در دولت سیزدهم به‌عنوان معاون برنامه‌ریزی وزیر نفت فعالیت می‌کند. وی در دولت دوازدهم نیز در همین جایگاه فعالیت می‌کرد و پیش‌تر در دولت یازدهم در فاصله سالهای ۱۳۹۲ تا ۱۳۹۷ معاون وزیر نیرو در امور برق و انرژی بود.
وی دانش‌آموخته کارشناسی مهندسی مکانیک از دانشگاه صنعتی اصفهان و کارشناسی ارشد مدیریت اجرایی از مؤسسه تحقیقات و مدیریت می‌باشد. فلاحتیان فعالیت شغلی خود را از جهاد سازندگی چهارمحال و بختیاری آغاز کرد، سپس به وزارت نیرو منتقل شد و دوره‌ای ریاست نیروگاه هسا را برعهده داشت. او تا سال ۱۳۸۴ در سمت‌هایی چون مدیرعامل شرکت توزیع برق اصفهان، مدیرعامل شرکت برق منطقه‌ای غرب کشور و مدیرعامل شرکت برق منطقه‌ای باختر فعالیت نمود. فلاحتیان در فاصله سالهای ۱۳۸۵ تا ۱۳۹۲ مدیرعامل شرکت برق منطقه‌ای اصفهان بود.

## زندگی‌نامه
هوشنگ فلاحتیان در سال ۱۳۳۶ در شهر اصفهان زاده شد. وی دارای مدرک کارشناسی ارشد مدیریت اجرایی از مؤسسه تحقیقات و مدیریت و نیز کارشناسی مهندسی مکانیک از دانشگاه صنعتی اصفهان است. 
وی علاوه بر سابقه فعالیت در جهاد سازندگی استان چهارمحال و بختیاری و سپاه پاسداران انقلاب اسلامی، تاکنون به عنوان رییس نیروگاه گازی هسا، رییس هیئت مدیره و مدیرعامل شرکت توزیع برق اصفهان، رییس هیئت مدیره و مدیرعامل شرکت برق منطقه‌ای غرب کشور، رییس هیئت مدیره و مدیرعامل شرکت برق منطقه‌ای باختر، رییس هیئت مدیره و مدیرعامل شرکت برق منطقه‌ای اصفهان مشغول به کار بوده است. فلاحتیان پیش‌تر در دولت یازدهم و در دوره وزارت حمید چیت‌چیان در جایگاه وزیر نیرو، به‌عنوان معاون برق و انرژی وزیر نیرو فعالیت می‌کرد.

## سوابق اجرایی
فلاحتیان تاکنون در سمت‌های زیر فعالیت کرده‌است:
- رئیس نیروگاه هسا
- مدیرعامل شرکت توزیع برق شهرستان اصفهان
- مدیرعامل شرکت برق منطقه‌ای غرب کشور
- مدیرعامل شرکت برق منطقه‌ای باختر
- مدیرعامل شرکت برق منطقه‌ای اصفهان
- معاون وزیر نیرو در امور برق و انرژی
- رئیس هیئت مدیره شرکت توانیر
- رئیس مجمع شرکت مدیریت شبکه برق ایران
- عضو هیئت مدیره گروه مپنا
- عضو هیئت امنا پژوهشگاه نیرو
- مشاور وزیر نیرو در امور آب و برق[۳][۴][۵][۶]

همچنین وی به عنوان استاد مشاور در پروژه‌های مختلف دانشگاهی  انتخاب گردیده‌است و طی دوره‌های آموزشی مختلف در زمینه تولید، انتقال و توزیع در داخل و خارج از کشور را در کارنامه دارد.